# Марія Огісало
Марія Кароліїна Огісало (фін. Maria Karoliina Ohisalo; нар. 8 березня 1985, Гельсінкі) — фінська політична діячка та дослідниця. Міністерка внутрішніх справ Фінляндії з 2019 року, голова зелених з 2019 року, співголова Союзу зеленої молоді та студентів з 2013 по 2014 рік. Членкиня Гельсінської міської ради з 2017 року. На парламентських виборах 2019 року була обрана членкинею парламенту від Гельсінського виборчого округу.

## Раннє життя
Огісало народилася 1985 року у Весалі, Гельсінкі, в сім'ї 20-річних батьків. Дитинство провела бідно в передмісті Гельсінкі. Один рік, однак, провела у притулку. Батьки іноді були безробітними, іноді на тимчасових роботах, і через алкоголізм батька врешті розійшлися. Мати продовжувала вчитися, працюючи вечорами й у вихідні дні. У юності Марія займалася футболом і легкою атлетикою.

## Кар'єра
Огісало закінчила спортивну гімназію Мякелянрінне 2004 року й здобула ступінь магістра політичних наук в Гельсінському університеті 2011 року за спеціальністю соціальна політика. 2017 року Огісало захистила докторську дисертацію з соціології на кафедрі соціальних наук Університету Східної Фінляндії. У 2014—2017 роки була членкинею Ради Спілки студентів вищих навчальних закладів в області соціальних наук.
Огісало професійно вивчала феномен бідності у Сокці, центрі компетенції соціального сектору столичного району Гельсінкі, та продовольчу допомогу в Університеті Східної Фінляндії, а також працювала дослідницею у Фонді Y.

### Політична кар'єра
Вона приєдналася до зелених 2008 року. На муніципальних виборах 2012 року Огісало отримала 612 голосів у Гельсінкі та була обрана заступницею уповноваженого. 2013 року вона входила до молодіжної ради, а протягом решти 2014—2017 років була членкинею правління лікарняного округу Гельсінкі й Уусімаа. Огісало була обрана до Гельсінської міської ради на муніципальних виборах 2017 року 4400 голосами.
Огісало очолювала робочу групу з міжнародних справ Союзу зеленої молоді та студентів (ViNO) 2011 року. 2012 року вона входила до правління організації та відповідала за міжнародні відносини. 2013 року вона була співголовою ViNO разом з Велі-Матті Партаненом, а 2014 року з Ааро Гаккіненом.
Була членкинею робочої групи з програми соціальної та медичної політики Зеленого союзу з 2010 по 2011 рік. Входила до делегації партії зелених з 2013 по 2015 рік. У червні 2015 року була обрана заступницею голови партії.
Огісало була кандидаткою на виборах до європейського парламенту 2014 року і набрала 3 089 голосів. Вона також була кандидаткою на парламентських виборах 2015 року, отримавши 4087 голосів і залишившись на відстані 109 голосів від місця в парламенті.
На парафіяльних виборах 2010 року Огісало була обрана до парафіяльної ради Калліо, але подала у відставку, коли переїхала з району в жовтні 2011 року. У 2015—2018 вона входила до Гельсінської об'єднаної церковної ради та парафіяльної ради парафії Павла.
2012 року Огісало очолювала молодіжну робочу групу при Міністерстві закордонних справ з питань з питань майбутньої співпраці Північних країн та була членкинею правління Молодіжної асоціації Похйола-Норден 2012 року.
Огісало була висунута на посаду голови зелених на засіданні партії в Тампере 2017 року та привернула увагу після того, як зайняла друге місце як відносно невідома на той час кандидатка. Огісало була призначена офіційною заступницею голови зелених 18 вересня 2018 року після того, як Тоуко Аалто взяв відпустку через хворобу.

#### Парламентарка і міністерка 2019 року
Марія Огісало брала участь у парламентських виборах 2019 року і була обрана до парламенту від Гельсінського виборчого округу. Огісало отримала 11 897 голосів і стала сьомою кандидатурою серед жінок у країні. У червні 2019 року зелені вирішили призначити Огісало на посаду міністерки внутрішніх справ в уряду Антті Рінте.
Вона була обрана головою Партії Зелених на конференції Партії Зелених в Порі 15 червня 2019 року. У своєму програмному виступі Огісало підкреслила, що боротьба зі зміною клімату і бідністю є ключовим політичним завданням. «Я знаю, що таке бідність у цьому суспільстві. Я жила в ній, я бачила її, я вивчала її» — сказала Огісало, посилаючись на своє дитинство і кар'єру дослідниці соціальних проблем.

## Особисте життя
Огісало грала у футбол у «ФК Конту» та «ФК Вікінг», а також займалася легкою атлетикою в «Кіса-Вейко» в Гельсінкі. В дорослому віці вигравала нагороди з велоспорту. Nintendo була для неї важливим захопленням.
В грудні 2019 року одружилася з Мійка Йоганссоном. Влітку 2021 року вона повідомила, що вагітна і що передбачувана дата пологів ― грудень того ж року.